# 석미경 (서양화가)
석미경은 대한민국의 여자 화가이다.

## 생애
석미경은 경상북도 대구시에서
태어나 계명대학교 미술대학 서양화과를 거쳐 독일 슈투트가르트 국립조형미술대학교 대학원 회화과를 졸업한  화가이다. 

## 전시
- 한국, 일본, 독일 등 개인전 16회

## 수상
- 독일 슈투트가르트 국립조형미술대학교 아카데미상(Akademie-Preis)
- 독일 알피러스바허 갤러리 미술대전 수상

## 학력
- 계명대학교 미술대학 서양화과 (졸업)
- 독일 슈투트가르트 국립조형미술대학교 대학원 회화과 (졸업)